# Ostwaldprijs
De Ostwaldprijs (Engels: Ostwald Award) is een Amerikaanse jaarlijkse compositieprijs, opgericht in 1956 door het American Bandmasters Association (en) op het gebied van composities voor harmonieorkest. 

## Winnaars
| jaar | compositie                                              | componist                      |
| ---- | ------------------------------------------------------- | ------------------------------ |
| 1956 | Fanfare and Allegro                                     | J. Clifton Williams            |
| 1957 | Symphonic Suite                                         | J. Clifton Williams            |
| 1958 | Portrait of the Land                                    | J. Mark Quinn                  |
| 1959 | Introduction and Scherzo                                | Maurice Weed                   |
| 1960 | Overture in G                                           | Florian Mueller                |
| 1961 | Cumberland Gap Overture                                 | Joseph Willcox Jenkins         |
| 1962 | Concertino for Band                                     | Fritz Velke                    |
| 1963 | Concert Suite                                           | Frederic H. Ashe               |
| 1964 | Symphony for Band                                       | Robert E. Jager                |
| 1965 | Overture for Band                                       | Frederick Beyer                |
| 1966 | Variations on a Korean Folk Song                        | John Barnes Chance             |
| 1967 | Daedalic Symphony                                       | Lawrence Weiner                |
| 1968 | Diamond Variations                                      | Robert E. Jager                |
| 1969 | Aria and Toccata                                        | Richard Willis                 |
| 1970 | Toccata                                                 | Fisher Tull                    |
| 1971 | Divertimento for Concert Band                           | Karl Kroeger                   |
| 1972 | Sinfonietta                                             | Robert E. Jager                |
| 1973 | Festival Fanfare March                                  | Roger Nixon                    |
| 1974 | Visions                                                 | James S. Sclater               |
| 1975 | Jubiloso                                                | Robert M. Panerio, Sr.         |
| 1976 | Todesband                                               | Lorette Jankowski              |
| 1977 | Danses Sacred and Profane                               | William H. Hill                |
| 1978 | Symphony No. 1, Opus 35                                 | James Barnes                   |
| 1979 | (niet toegekend)                                        | (niet toegekend)               |
| 1980 | Mutanza                                                 | James E. Curnow                |
| 1981 | Visions Macabre                                         | James Barnes                   |
| 1982 | Armies of the Omnipresent Otserf                        | David R. Holsinger             |
| 1983 | Exaltations                                             | Martin Mailman                 |
| 1984 | Symphonic Variants for Euphonium and Band               | James E. Curnow                |
| 1985 | Symphony for Winds and Percussion                       | Joseph H. Downing              |
| 1986 | In the Spring, at the Time When the Kings Go Off to War | David R. Holsinger             |
| 1987 | Synergistic Parable                                     | David P. Sartor                |
| 1988 | Piece of Mind                                           | Dana Wilson                    |
| 1989 | For Precious Friends Hid in Death's Dateless Night      | Martin Mailman                 |
| 1990 | Fire Works                                              | Gregory Youtz                  |
| 1991 | The Soaring Hawk                                        | Timothy Mahr                   |
| 1992 | Endurance                                               | Timothy Mahr (commissie)       |
| 1993 | Passacaglia (Homage on B-A-C-H)                         | Ron Nelson                     |
| 1994 | Chaconne (In Memoriam)                                  | Ron Nelson (commissie)         |
| 1995 | Sea Drift                                               | Anthony Iannaccone             |
| 1996 | Psalms for a Great Country                              | Anthony Iannaccone (commissie) |
| 1997 | Zion                                                    | Dan Welcher                    |
| 1998 | Circular Marches                                        | Dan Welcher (commissie)        |
| 1999 | Fantasy Variations                                      | Donald Grantham                |
| 2000 | Southern Harmony                                        | Donald Grantham (commissie)    |
| 2001 | (niet toegekend)                                        | (niet toegekend)               |
| 2002 | Harrison's Dream                                        | Peter Graham                   |
| 2003 | (geen wedstrijdvorm)                                    | (geen wedstrijdvorm)           |
| 2004 | (geen wedstrijdvorm)                                    | (geen wedstrijdvorm)           |
| 2005 | Redline Tango                                           | John Mackey                    |
| 2006 | (geen wedstrijdvorm)                                    | (geen wedstrijdvorm)           |
| 2007 | Raise the Roof                                          | Michael Daugherty              |
| 2008 | (geen wedstrijdvorm)                                    | (geen wedstrijdvorm)           |
| 2009 | Aurora Awakes                                           | John Mackey                    |
| 2010 | (geen wedstrijdvorm)                                    | (geen wedstrijdvorm)           |
| 2011 | Songs for Wind Ensemble                                 | Yo Goto                        |
| 2012 | Flourishes and Meditations                              | Michael Gandolfi               |
| 2013 | Pale Blue on Deep                                       | Aaron Perrine                  |
| 2014 | Concerto for Alto Saxophone                             | Steven Bryant                  |
| 2015 | Only Light                                              | Aaron Perrine                  |
| 2016 | Masks and Machines                                      | Paul Dooley                    |
| 2017 | A Cypress Prelude                                       | Christopher Lowry              |
| 2018 | Symphony No. 2 "Voices"                                 | James Stephenson               |
| 2019 | Unquiet Hours                                           | David Biedenbender             |
| 2020 | The Seer                                                | Erik Santos                    |
| 2021 | Perpetua                                                | Peter Meechan                  |
| 2022 | Sinfonia                                                | Zhou Tian                      |
| 2023 | Tuebor Suite                                            | Andrew David Perkins           |
| 2024 | River of Time                                           | David Biedenbender             |